# Nicolae Mătcaș
Nicolae Mătcaș (n. 27 aprilie 1940, Crihana Veche, raionul Cahul, Republica Moldova) este un lingvist, cercetător științific, publicist și poet, care în perioada 1990-1994 a fost Ministru al Științei și Învățământului al Republicii Moldova. Timp de peste 30 de ani a lucrat în învățământul universitar, fiind profesor universitar la Universitatea de Stat din Moldova și Universitatea Pedagogică „Ion Creangă” din Chișinău. Este doctor în filologie (Sankt Petersburg, 1967).

## Biografie
S-a născut în comuna Crihana Veche, județul Cahul, Basarabia, Regatul României. A făcut studii primare, gimnaziale și medii în satul natal. Licențiat al Universității de Stat din Chișinău, Facultatea de Istorie și Filologie, specializarea Limba și literatura moldovenească (1962). Studii postuniversitare de doctorat la Leningrad, specializarea „Lingvistica matematică, structurală și aplicată” (1964-1967).
A fost participant activ la mișcarea de eliberare națională a românilor basarabeni din 1985-1989. Secretar al Comisiei Interdepartamentale pentru problemele limbii materne de pe lângă fostul Prezidiu al Sovietului Suprem al RSSM (1987-1989)(p15), supranumită „Comisie de salvare a limbii”; membru al grupurilor de lucru din parlament pentru elaborarea proiectelor de legi privind funcționarea limbilor vorbite pe teritoriul RSSM, oficializarea limbii române (numită oficial, pe timpul URSS, limba moldovenească) în Republica Moldova și revenirea la grafia latină (1989); expert la Sesiunea a XIII-a a Parlamentului RSSM (august 1989), în cadrul căreia, încă pe timpul URSS-ului, a fost recunoscută unitatea de limbă moldo-română și au fost votate legile privind oficializarea limbii moldovenești ca limbă de stat pe teritoriul RSSM și revenirea ei la alfabetul latin. Zecile de articole din periodice din acea perioadă au fost incluse în cartea Coloana infinită a graiului matern (în colab. cu Ion Dumeniuk, Chișinău, 1990), iar lupta din presa timpului contra moldoveniștilor este reflectată în cartea Român mi-e neamul, românesc mi-e graiul (Chișinău, 1998). Pentru facilitarea însușirii grafiei latine, începând cu octombrie 1989 și până la finele anului 1990, a susținut la TVM, seară de seară, împreună cu colegul de breaslă Ion Dumeniuk, ciclul „Învățăm a citi și a scrie cu caractere latine”(p118). În 1990 a editat (în colaborare) mai multe lucrări pentru familiarizarea publicului cu normele scrierii în grafie latină (Norme ortografice, ortoepice și de punctuație ale limbii române, Îndreptar de ortografie, Elemente de ortografie și ortoepie a limbii române, Ortografia și ortoepia limbii române în tabele și blocuri schematice etc.). A susținut, în presa de limbă rusă (revista „Kodrî”, ziarele „Narodnoe obrazovanie”, „Sovietskaia Moldavia”), în colaborare cu Ion Dumeniuk, seria de articole „Învățăm limba moldovenească”.
În perioada 1990-1994, a fost ministru al științei și învățământului în Guvernul Republicii Moldova (în trei guverne consecutive)(p15). A întreprins o serie de măsuri în vederea reformării învățământului, revenirii la învățământul în limba națională, ralierii la cel european prin integrarea în învățământul românesc modern: unificarea programelor și a planurilor de studii cu cele din România; introducerea manualelor românești (în perspectiva creării de colective de autori din România și din Republica Moldova); studierea obligatorie în școlile de stat a limbii române, a istoriei românilor și a cursului integral de literatură română; folosirea în învățământ a glotonimului „limba română” pentru limba oficială a statului și a etnonimului „popor român” pentru denumirea populației majoritare din republică; revenirea la sistemul clasic de structurare a învățământului preuniversitar (primar, gimnazial, liceal, special și profesional) și de apreciere a cunoștințelor elevilor și studenților pe bază de 10 puncte; deschiderea, pentru prima dată după 1944, a liceelor, cu studierea avansată a unor limbi străine, la care elevii moldoveni nu aveau acces; derusificarea învățământului național, atribuirea limbii ruse din școlile neruse de pe teritoriul republicii a statutului de limbă străină, care poate fi studiată opțional; atestarea periodică a cadrelor și conferirea de grade didactice; trimiterea masivă a tineretului la studii de toate gradele în România pe burse oferite de statul român etc. Agrarienii l-au acuzat de românizarea învățământului din Republica Moldova(p38). În 1994, când au venit la putere, l-au demis, forțându-l să se autoexileze în România. Așa cum afirmă cerc. Liliana Rotaru, „Agrarienilor le-au reușit pentru moment unele acțiuni subversive – așa cum a fost adoptarea Constituției (1994), anularea obligativității trecerii la predarea în limba română în instituții de toate nivelele, suspendarea atestării cadrelor didactice privind nivelul de cunoaștere a limbii  de stat, încercările de a scoate din uzul comun a sintagmelor „limba română”, „națiune română” și înlocuirea lor cu cele pseudoștiințifice „limba de stat”, „limba oficială”, „națiune moldovenească” și altele,  dar procesul lansat de revenire la tradițiile naționale românești, de sorginte europeană nu putea fi oprit. Rezistența intelectuală, care în momentele cruciale a răbufnit în stradă prin grevele din 1995 sunt tocmai demonstrația sine qua non. Păstrăm și astăzi denumirile disciplinelor școlare și academice „Limba și literatura română” și „Istoria Românilor”, sintagme care au intrat în discursul comun al cetățenilor Republicii Moldova, indiferent de apartenența etnică. Este și meritul ministrului Nicolae Mătcaș.” 
Timp de 13 ani, până la pensionare (2007), a activat ca expert la Direcția Relații Internaționale din cadrul Ministerului Educației, Cercetării și Tineretului din București.(p139)

## Afilieri
Nicolae Mătcaș este membru al următoarelor structuri:
- Uniunea Jurnaliștilor din Republica Moldova (1980)
- Uniunea Scriitorilor din România (1999)
- Colegiul de redacție al revistei „Limba română” (Chișinău, din 1990)
- Colegiul de redacție al revistei „Limba și literatura română” (București, din 1995)
- Societatea de Științe Filologice din România (din 1996)
- Uniunii Scriitorilor din Republica Moldova (2011)

## Distincții
Scriitorul a primit următoarele distincții și titluri onorifice:(p15)
- Eminent al învățământului public din R.S.S.M. (1969[necesită citare]1976[1](p15))
- Eminent al învățământului superior din U.R.S.S. (1980[necesită citare]1981[1](p15))
- Doctor honoris causa al Universității „Al. I. Cuza” din Iași (1993)
- Professor honoris causa al Universității București (1994)
- Ordinul „Gloria Muncii” al Republicii Moldova (1996)
- Ordinul Republicii (2010)
- Cetățean de onoare al comunei Crihana Veche (2010)
- Ordinul Național „Serviciul Credincios” în grad de Mare Ofițer (2014)

## Activitatea publicistică
Nicolae Mătcaș este autor și coautor a 10 manuale pentru învățământul preuniversitar și universitar, printre care:
- Limba română: man. pentru cl. a 7-a (în colab. cu  Ilarion Matcovschi), Chișinău,1990
- Elemente de morfologie în clasa a VI-a (în colab. cu Ilarion Matcovschi), Chișinău, 1983
- Introducere în lingvistică (în colab. cu Ion Dumeniuk), ed. I, 1980, ed. II, Chișinău, 1987
- Lingvistică generală (în colab. cu Silviu Berejan și Ion Dumeniuk), Chișinău, 1985
- Limba română literară contemporană. Sintaxa, Chișinău, 1987

A scris peste 250 de articole, studii științifice și metodice, ca de exemplu:
- Fonetică și fonologie. Triplul aspect al sunetelor vorbirii (în colab. cu Ion Dumeniuk), Chișinău, 1976
- Probleme dificile de analiză gramaticală: Controverse și reconsiderări, Chișinău, 1978
- Școală a gândului. Teoreme lingvistice, Chișinău, 1982
- Dicționar explicativ al limbii moldovenești, vol. II (redactor, în colab.), Chișinău, 1985
- De la grotesc la sublim. Note de cultivarea limbii, Chișinău, 1993
- Româna corectă. Îndreptar de cultivarea limbii (în colab. cu Elizabeta Șoșa), coord. Flora Șuteu, București, 2000
- Calvarul limbii române din Basarabia: Studii. Articole. Comunicări, Chișinău: „Limba Română”, 2011

Este unul dintre coordonatorii volumului “Limba română este patria mea: Studii. Comunicări. Documente”: [antologie de texte publ. în rev. „Limba Română” : (1991-1996)], Chișinău : Editura Revistei „Limba Română” ; Fundația Culturală „Grai și Suflet”, 1996.
A publicat poezii în reviste precum „Literatura și arta”, „Limba română”, „Viața satului”, „Patria tânără” (Chișinău), „Glasul națiunii” (București-Chișinău), „Arcașul” (Cernăuți), „Contemporanul – Ideea europeană”, „Revista română”, „Pro Saeculum”, „Paradox”, „Dacia literară”, „Oglinda literară” etc. 
Poezii ale autorului au fost introduce în antologiile Eterna iubire (1999), Iubirea de metaforă (2000), Sonetul românesc ș.a.
Despre poezia autorului au scris, printre alții, Aurel Sasu, Mihai Cimpoi, Gheorghe Vodă, Anatol Ciocanu, Mihai Dolgan, Ion Ciocanu, Tudor Opriș, Veronica Bâtcă, Ana Bantoș, Theodor Răpan, Florin Grigoriu, Elena Ungureanu ș.a.

## Volume de versuri
- Surâsul Giocondei. Ed. Didactică și Pedagogică, București, 1997
- Trenul cu un singur pasager. Ed. Didactică și Pedagogică, București, 1998
- Azur. Ed. „Augusta”, Timișoara, 2002
- Câte-s visele, multele…. Ed. „Pro Transilvania”, București, 2003
- Coloana infinitului. Ed. „Pro Transilvania”; București, 2003
- De-a alba – neagra. Ed. „Muzeul Literaturii Române”, București, 2006
- Roată de olar. Sonete. Ed. „Pro Transilvania”, București, 2008
- Vernale ploi. Ed. „Pro Transilvania”, București, 2008
- Un câmp minat, urcușul.  Ed. „Pro Transilvania”, București, 2010
- 101 poeme. Ed. „Biodova”, București, 2011
- Sonete: [în 5 vol.]. Asoc. Culturală „Ideal” ; Soc. Culturală „Apollon”. Ed. „Biodova”, București. Vol. 1: Altarul arderii de sine, 2012; Vol. 2: Ca un Òcnus, damnat, 2013; Vol. 3: Socluri statuare, 2013; Vol. 4: Orfan de chipul meu, 2014; Vol. 5: Frunză prinsă-n gren, 2014
- Bolnav de țară  [în 2 vol.]. Ed. „TipoMoldova”, Iași, 2016
- Iar când cu miei va ninge prin ponoare… : [în 2 vol.]. Ed. „TipoMoldova”, Iași, 2016